# Domenico Dragonetti
Pour les articles homonymes, voir Dragonetti.
Domenico Carlo Maria Dragonetti (né le 7 avril 1763 à Venise — mort le 16 avril 1846 à Londres), dit il Drago (ital. « le dragon »), était un contrebassiste et compositeur italien de la fin du XVIIIe et du début du XIXe siècle.

## Biographie
Domenico est né de Pietro Dragonetti, probablement barbier et musicien amateur, et Caterina Calegari. Dragonetti est un virtuose autodidacte. Il apprit d'abord la guitare puis la contrebasse sur les instruments de son père.
L'enfant est bientôt remarqué par Doretti, violoniste et compositeur. À l'âge de douze ans, il reçoit l'enseignement de Berini, le meilleur soliste vénitien de la contrebasse. Ce vieux musicien après seulement onze leçons, n'eut plus rien à apprendre de plus au garçon...
À l'âge de treize ans, Dragonetti est nommé soliste à l'Opéra Buffa à Venise. L'année suivante, il occupe le même poste au Grand Opéra seria du théâtre San Benedetto. À dix-huit ans on le retrouve à Trévise où il est invité à rejoindre le quatuor de Tomasini.
Il passe des auditions pour l'admission à la prestigieuse chapelle Saint-Marc de Venise, où enseignait son maître Berini. Une première tentative en 1784 échoue contre Antonio Spinelli, mais enfin, le 13 septembre 1787, il est admis dans l'institution, pour un revenu annuel de 25 ducats, et rapidement en devient le principal contrebassiste. Sa réputation fait le tour de l'Europe, et il aura l'occasion de refuser une proposition du tsar de Russie ; ce qui lui vaudra tout de même, un doublement de son salaire...
C'est à cette époque qu'il commence à jouer des pièces en solo, chose exceptionnelle pour l'instrument et ce temps. Il est même élu de la direction d'un festival de musique organisé pour la venue de quatorze princes souverains de la république de Venise. L'un de ses concertos a été très remarqué par la reine consort de Naples.
Dragonetti jouait un instrument de Gasparo da Salò (1542-1609), le maître d'André Amati, qui lui avait été donné en 1791 par les religieuses bénédictines du couvent de San Pietro, après un concert dans leur couvent et sans doute dans l'intention de l'attacher à l'institution. L'instrument est conservé aujourd'hui au musée de la basilique Saint-Marc de Venise, comme le souhaitait Dragonetti.

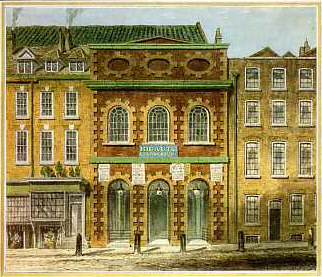
Le King's Theater du temps de Dragonetti, par William Capon vers 1800

Âgé de vingt-et-un ans, ses employeurs lui accordent un congé d'une année en maintenant son salaire, pour aller jouer au King's Theater de Londres. Ce congé est prolongé de trois ans, mais Dragonetti n'est finalement jamais retourné à Venise pour y travailler. Il quitte Venise le 16 septembre 1794 et participe à la première répétition au King's Theater, du 20 octobre 1794. Sa première apparition publique comme membre de l'orchestre est le 20 décembre 1794 dans l'Opéra Zenobia à Palmira, de Giovanni Paisiello. Après seulement quelques mois, il devient fort célèbre à Londres et sa brillante carrière devait durer jusqu'à sa mort. Il excita les foules en exécutant des passages difficiles en harmoniques avec la plus parfaite maîtrise.
À l'occasion du deuxième voyage à Londres de Joseph Haydn en 1794-1795 le compositeur rencontre Dragonetti et les deux musiciens deviennent de très bons amis. En 1799, Dragonetti lui rend visite à Vienne et c'est l'occasion d'une célèbre rencontre avec Beethoven. Il joue avec ce dernier des œuvres pour violoncelle du maître de Bonn, mais interprétées à la contrebasse. Il effectua d'autres voyages à Vienne en 1808 et 1809, puis 1813. Cette année-là, le 8 décembre 1813, conduit par Beethoven, il prit part à la création de La Victoire de Wellington, pour célébrer la victoire de Wellington sur les armées françaises. Il participe aussi à la création de la neuvième symphonie ; puis en août 1845, âgé de quatre-vingt-deux ans, il participa, toujours dans les rangs, au festival Beethoven de Bonn - Berlioz est dans le public rassemblé.
Plus tard, il devient intime avec le Prince Consort et le duc de Leinster. Il a en outre, pris part entre les années 1816 et 1842, à quarante-six concerts donnés par la Société Philharmonique de Londres. À Opéra italien, il rencontre le violoncelliste Robert Lindley (1776-1855) qui devient son ami et avec qui il partagera la scène pendant cinquante-deux ans. Ensemble, ils se font une spécialité de jouer les sonates de Corelli.
Vincent Novello (1781-1861) et le Comte Carlo Pepoli, le librettiste de l'opéra I Puritani de Vincenzo Bellini sont parmi ses plus célèbres amis de Londres.
Domenico Dragonetti est mort dans sa chambre de Leicester Square à l'âge de 83 ans. Il est enterré le 23 avril 1846 dans les voûtes de la chapelle catholique de St Mary, Moorfields. En 1889 sa dépouille est transférée au cimetière catholique à Wembley.

## Style

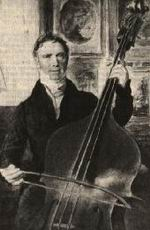
Domenico Dragonetti, aquarelle de George Richmond vers 1825. On remarque la forme particulière d'arc de l'archet.

Dragonetti a changé le statut de l'instrument en apportant dans le jeu de la contrebasse un certain nombre d'améliorations virtuoses qui lui ont valu une grande influence durant toute la première moitié du siècle, notamment en haussant la technique demandée au pupitre dans l'orchestre. C'est grâce à Dragonetti que l'instrument acquiert une popularité inégalée avant lui.
Dragonetti est connu pour sa formidable force et son endurance. Il est particulièrement important au moment où le rôle de la contrebasse dans l'orchestre était d'aider le solo à maintenir la cohésion et le tempo. Sa grande force et sa grande main, lui permettait de jouer deux fois plus loin sur la touche que les autres contrebassistes.
Dragonetti possédait un style extrêmement puissant. On raconte que passant la nuit à l'hôtel, il est sorti sur le balcon au milieu de la nuit et a joué de son instrument une extrême vigueur. Le lendemain matin, les clients demandaient entre eux s'ils avaient « entendu la tempête ».
Dans ses mémoires, la comtesse de Boigne rapporte une prestation mémorable de Dragonetti à Londres et témoigne de son admiration :
« Le musicien le plus extraordinaire que j'aie jamais rencontré, c'est Dragonetti. Il était alors à l'apogée du prodigieux talent avec lequel il avait maîtrisé, assoupli, apprivoisé, on pourrait dire, cet immense et grossier instrument qu'on appelle une contrebasse, au point de le rendre enchanteur. Il tirait de ces trois gros câbles dont il est monté et qu'il faut toucher à pleine main des sons ravissants, et était parvenu à une exécution qui tient du prodige.
Je me souviens qu'à la suite d'un grand concert donné par le comte de Fonchal, la foule s'étant écoulée, nous restâmes en petit comité pour le souper. On parla de danses nationales, de la tarentelle. La fille de l'ambassadeur de Naples la dansait très bien, je l'avais dansée autrefois. On nous pressa de l'essayer. Viotti s'offrit à la jouer, mais il savait mal l'air. Dragonetti le lui indiqua. Nous commençâmes notre danse. Viotti jouait, Dragonetti accompagnait. Bientôt nous fûmes essoufflées, et les danseuses s'assirent. Viotti termina son métier de ménétrier en improvisant une variation charmante. Dragonetti la répéta sur la contrebasse. Le violon reprit une variation plus difficile, l'autre l'exécuta avec la même netteté. Viotti s'écria:
«Ah! tu le prends comme cela! nous allons voir.»
Il chercha tous les traits les plus difficiles que Dragonetti reproduisit avec la même perfection. Cette lutte de bonne amitié se continua, à notre grande joie, jusqu'au moment où Viotti jeta son violon sur la table en s'écriant:
«Que voulez-vous, il a le diable au corps ou dans sa contrebasse!»
Il était dans un transport d'admiration. Dragonetti n'a eu ni prédécesseur, ni, jusqu'à présent, d'imitateur. »

## Le collectionneur
Dragonetti était un collectionneur d'instruments de musique, ainsi qu'un amoureux des beaux-arts notamment des tableaux de maîtres.
À sa mort on retrouva les instruments suivants : une contrebasse géante attribuée à Gasparo da Salò dont on pense qu'elle était utilisée dans les représentations d'œuvres de Haendel, maintenant conservée au Victoria et Albert Museum de Londres ; un très beau Domenico Montagnana Basso di Camara (de Venise) ; une contrebasse Gasparo da Salò datée de 1590, une contrebasse Amati, une contrebasse Maggini ; un violon Stradivarius (joué une fois par Paganini) et connu aujourd'hui sous le nom de « Dragonetti » ; un violon "Guarnerius del Gesù" daté de 1742 et connu sous le nom de "Guarneri-Walton" ; une trentaine de violons dont un Gasparo da Salò, deux Amati, un Lafont, une copie de Stradivarius ; huit altos, dont un Gasparo da Salò, un Amati et un Hill ; six violoncelles, un grand violoncelle, trois guitares, deux bassons et trois cors anglais.

## Œuvres
Lorsque Dragonetti partit de Venise pour Londres, en 1795 il laissa de nombreux manuscrits, dont une méthode complète pour contrebasse, qui contient de nombreux exercices. Malheureusement ces documents ont été vendus et ne purent être récupérés par leur auteur lors de son retour à Venise. Aujourd'hui, bon nombre de ses lettres, documents personnels et compositions se trouvent à la British Library. Certains légués directement par Dragonetti ou d'autres offerts par Vincent Novello ou achetés aux enchères.
Dragonetti est l'auteur d'une huitaine de concertos pour son instrument, des pièces en solos ou accompagnées d'un clavier ou par l'orchestre. Il s'est aussi consacré à la musique de chambre en laissant des quatuors et une trentaine de quintettes à cordes. Il a composé aussi des œuvres de musique vocale.
contrebasse solo
- 12 Valses op. 67 / D 370
- Grande Allegro

avec piano
- Fameux solo en mi mineur, pour contrebasse et piano
- Menuet et Allegro, pour contrebasse et piano
- Opera, pour contrebasse et piano
- Sonate, pour contrebasse et piano
- Allegretto, pour contrebasse et piano
- Adagio et Rondo en ut majeur, pour contrebasse et piano
- Grande allegro, pour contrebasse et piano
- Solo en ré majeur, pour contrebasse et piano
- Solo en ré mineur, pour contrebasse et piano, d'après la sonate da camera de Corelli op. 4 n° 8
- Solo en sol mineur (Variazioni con Tema di Menuetto), pour contrebasse et piano

Musique de chambre
- Duo en si bémol majeur pour violoncelle et contrebasse
- Quatuor à cordes no 4 en mi mineur, D 350
- Quintette en si bémol majeur

avec orchestre
- Concerto no 3 en la majeur, pour contrebasse et orchestre
- Concerto no 5 en la majeur, pour contrebasse et orchestre
- Concerto en sol majeur (Andante - Allegretto) D 290, pour contrebasse et orchestre
- Adagio et Rondo en la majeur, pour contrebasse et orchestre
- Andante et Rondo, pour contrebasse et cordes
- Serenata, pour piano et cordes graves
- Pezzo di Concerto en ré majeur